# Geschichte des Patentrechts
Die Geschichte des Patentrechts beschreibt die historische Entwicklung der Schutzrechte an Erfindungen.

## Der Ursprung des Wortes „Patent“
Der Ursprung des Worts „Patent“ liegt in königlichen Erlassen und Verordnungen. Diese Patente (lateinisch litterae patentes ‚offene Briefe‘) hatten die Form von offenen Briefen (das heißt, man konnte sie lesen, ohne ein Siegel zu brechen) und wurden in Frankreich lettre patente oder in England letters patent genannt und begannen auf Französisch mit »À tous ceux qui ces lettres verront« oder auf Englisch oft mit »To all to whom these presents shall come (or may concern)«, »To all to whom shall see these presents or hear the same« oder ähnlichen Einleitungen (frühere bildet noch immer die Adresse der Patenturkunden des United States Patent and Trademark Office).
Patente waren vom Herrscher ausgestellt und richteten sich an alle Untertanen. Seit dem 13. Jahrhundert gab es in England solche Urkunden. Ein Patent konnte für viele Zwecke gewährt werden zum Beispiel die Ernennung von Offizieren (Offizierspatent), Vergabe von Konzessionen (Konzessionspatent), Monopolgewährung für Handel und Verkauf (Handelspatent) oder auch die Lizenz zum Landerobern (Landpatent): Ein Patent aus dem Jahr 1496 gestattete John Cabot, »to sail, to conquer, to own heathen land, and to exclude others from so doing«.
Im 14. Jahrhundert war die gewerbliche Tätigkeit in England gegenüber dem Kontinent noch im Rückstand. Die englischen Könige begannen damit, fremde Fachleute nach England zu rufen und ihnen Schutzbriefe zu erteilen.
Frühe Ansätze zum Erfindungsschutz finden sich im böhmischen und sächsischen Bergrecht. Doch in Venedig gab es bereits 1469 ein Privileg für die Einführung des Buchdrucks. Dieser Schilderung zufolge stammt der Wortstamm „erfinden“ von „fündig werden“ aus dem Bergbau. Die frühesten Formen des Patentschutzes lassen sich bereits für das frühe 15. Jahrhundert nachweisen. Sie beziehen sich auf den Bau von Getreidemühlen, darunter Windmühlen.

## Geschichte der Patentgesetze

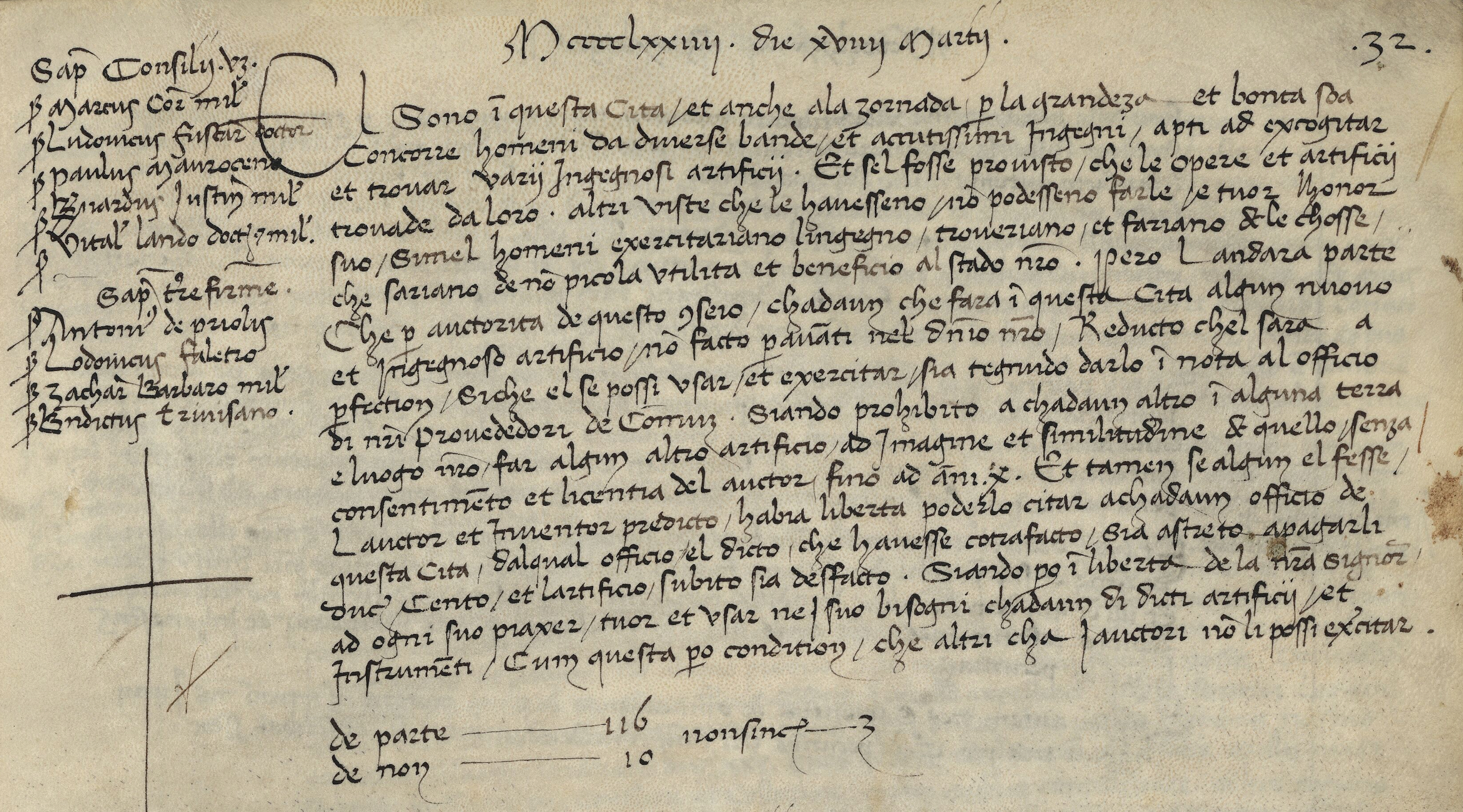
Das erste Patentgesetz aus Venedig, 1474

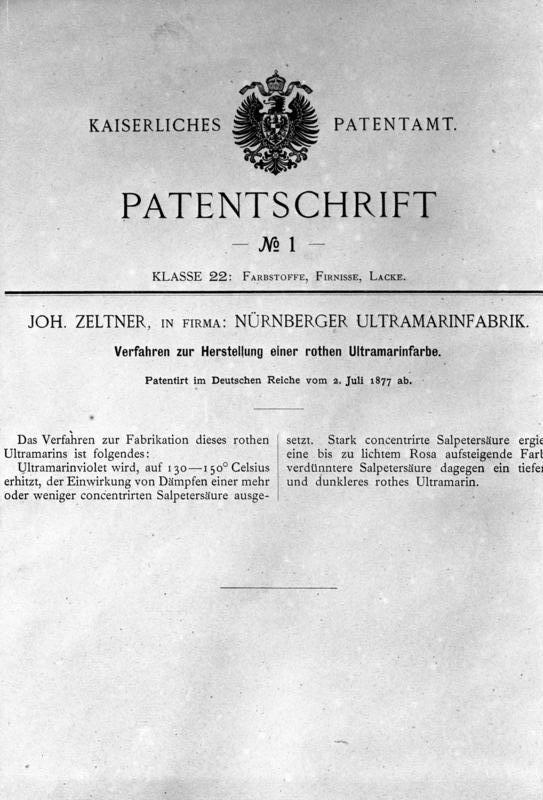
Die erste Patentschrift des Deutschen Reiches, erteilt am 2. Juli 1877

Vorläufer der uns bekannten Patentgesetze sind erstmals bei Athenäus dem Älteren erwähnt: Um 720 v. Chr. gründeten die Griechen am Golf von Tarent in Süditalien die Kolonie Sybaris. Aufgrund ihrer günstigen Lage und des fruchtbaren Bodens wurde Sybaris schnell reich und die Sybariten wurden Liebhaber edler Speisen und anderer Gaumenfreuden. Athenäus berichtet mit Verweis auf ein verloren gegangenes Werk des griechischen Historikers Phylarchos:

„Wenn einer der Köche ein neues, köstliches Gericht erfinden würde, so sollte es keinem anderen vor Ablauf eines Jahres gestattet sein, von dieser Erfindung Gebrauch zu machen, sondern nur dem Erfinder selbst. Während dieser Zeit sollte er den geschäftlichen Gewinn davon haben, damit die anderen sich anstrengten und wetteifernd sich in solchen Erfindungen zu übertreffen suchten. […]“

In dieser Schilderung finden sich bereits viele Aspekte moderner Patentgesetzgebung:
- Verbietungsrecht durch den Erfinder
- Voraussetzung der Neuheit und gewerblichen Anwendbarkeit für die Erfindung
- wirtschaftlicher Anreiz als Motivation
- örtliche Beschränkung auf das Hoheitsgebiet von Sybaris
- zeitliche Beschränkung

In der Rechtswissenschaft wird daher davon ausgegangen, dass in diesem Sybarischen Kochpatent der „ältest[e] Beleg für einen dem Patentschutz nahekommenden Vorgang“ gesehen werden kann.
Sybaris wurde 510 v. Chr. zerstört.
Im Mittelalter waren Erfindungen (relatives) Gemeingut, das heißt, sie gehörten allen Mitgliedern einer Zunft. Außenstehende durften diese Erfindungen nicht nutzen, wobei der Ausschlussgrund hierbei im Regelfall die fehlende Zunftzugehörigkeit war. Im Jahr 1404 wurde dem Pfarrer Michael von Deutsch-Brod ein Erfinderprivileg für eine Wasserkunst verliehen. Aus dem Jahr 1421 stammen die Aufzeichnungen über ein Patent für eine industrielle Erfindung. Damals wurde Filippo Brunelleschi für drei Jahre das alleinige Recht zur Herstellung eines Schiffs mit einer Hebevorrichtung zum Marmortransport verliehen.
Das erste Patentgesetz im heutigen Sinne wurde in Venedig im Jahr 1474 erlassen, gefolgt von den Statute of Monopolies in England (25. Mai 1624) und Frankreich (1791). Das „Statute of Monopolies“ gilt als Vorbild für die Patentgesetze weltweit. Als letzter europäischer Staat erließen die Niederlande 1910 ein Patentgesetz.
Francis Bacon, Zeitgenosse von Shakespeare, wurde 1621 wegen Bestechung verurteilt. Entgegen seinen eigenen öffentlichen Äußerungen erteilte er als Großsiegelbewahrer und Großkanzler der englischen Krone weiterhin willkürliche Monopole, die für ihre Inhaber von großem Nutzen, für die Gesellschaft insgesamt aber unerträglich waren. Unter anderem unterlag der Handel mit Johannisbeeren, Salz, Eisen, Schießpulver, Spielkarten, Kalbshäuten, Segeltuch, Ochsenknochen, Tranöl, Gewebesäumen, Pottasche, Anis, Essig, Kohle, Stahl, Branntwein, Bürsten, Töpfen, Salpeter, Blei, Öl, Glas, Papier, Stärke, Zinn, Schwefel, getrockneten Heringen, die Ausfuhr von Kanonen, Bier, Horn, Leder sowie die Einfuhr spanischer Wolle und irischen Garnen Monopolen. Diese Privilegien waren ohne Rechtsgrundlage und wurden daher weitgehend abgelehnt.
Diese Privilegienpraxis war vor allem in England weitverbreitet. Schon 1601 musste die englische Krone die drückendsten Monopole auf unentbehrliche Waren und Nahrungsmittel aufheben, 1623 folgte das bekannte „Statute of Monopolies“, das weitgehende Einschränkung der Monopole bedeutete.

## Geschichte des deutschen Patentgesetzes
Das Patentrecht der Stadt Venedig im Jahr 1474 enthielt im Kern alle wesentlichen Kriterien, die unser heutiges Patentgesetz ausmacht, und zwar
- den Schutz des persönlichen geistigen Eigentums an einer Erfindung,
- das Recht, andere davon auszuschließen und
- die zeitliche Befristung.[10]

Im 16. Jahrhundert wurden von deutschen Fürsten Monopole in größerem Stil verliehen. Teilweise wurden diese Monopole als Patente bezeichnet. Diese Monopole unterscheiden sich in mehrfacher Hinsicht von Patenten im heutigen Sinne. Patentrechtliche Regelungen gab es in den deutschen Einzelstaaten erst zu Beginn des 19. Jahrhunderts, insgesamt 29 Patentgesetze mit jeweils territorialer Wirkung. Alle diese deutschen Gesetze schützten die Erfindung dadurch, dass die erteilten Patente bis zu ihrem Erlöschen geheim gehalten wurden. Patentiert wurden sowohl neue Erfindungen als auch erprobte gewerbliche Verfahren, die aus dem Ausland eingeführt wurden. Einige Privilegien boten Schutz gegen Nachahmung (Monopolrechte), andere Schutz gegen einschränkende Zunftbestimmungen (und somit gegen Monopole und für mehr Wettbewerb). Den letztgenannten Privilegien wird nachgesagt, dass sie der Befreiung der Industrie von allzu einengenden Regelungen durch Zünfte und Behörden dienten und somit die industrielle Revolution in England förderten. Patente für Monopole, die Günstlingen des Hofes oder Geldgebern der königlichen Kasse zugutekamen, wurden in England nach 1560 sehr zahlreich, und die Missbräuche führten zunehmend zu einer allgemeinen Unzufriedenheit.
Der erste Patentverletzungsprozess wurde 1593 wegen eines „newerfunden Mühlwerckh“ zum Schleifen von Halbedelsteinen in Nürnberg geführt. Derselbe Schutzrechtsinhaber erwirkte 1601 gegen einen anderen Verletzer einen Unterlassungsanspruch und eine Strafe von 10 Gulden. Am 1. September 1602 wurde in Nürnberg ein Patentverletzer „in Eisen gelegt“ und erlangte erst nach „Abschwörung“ und Zahlung der Haftkosten die Freiheit. Eine Trennung zwischen Zivil- und Strafprozess war damals nicht gegeben. Der Patentinhaber erhielt einen Teil der Strafe als Entschädigung.

## Das deutsche Patentgesetz von 1877

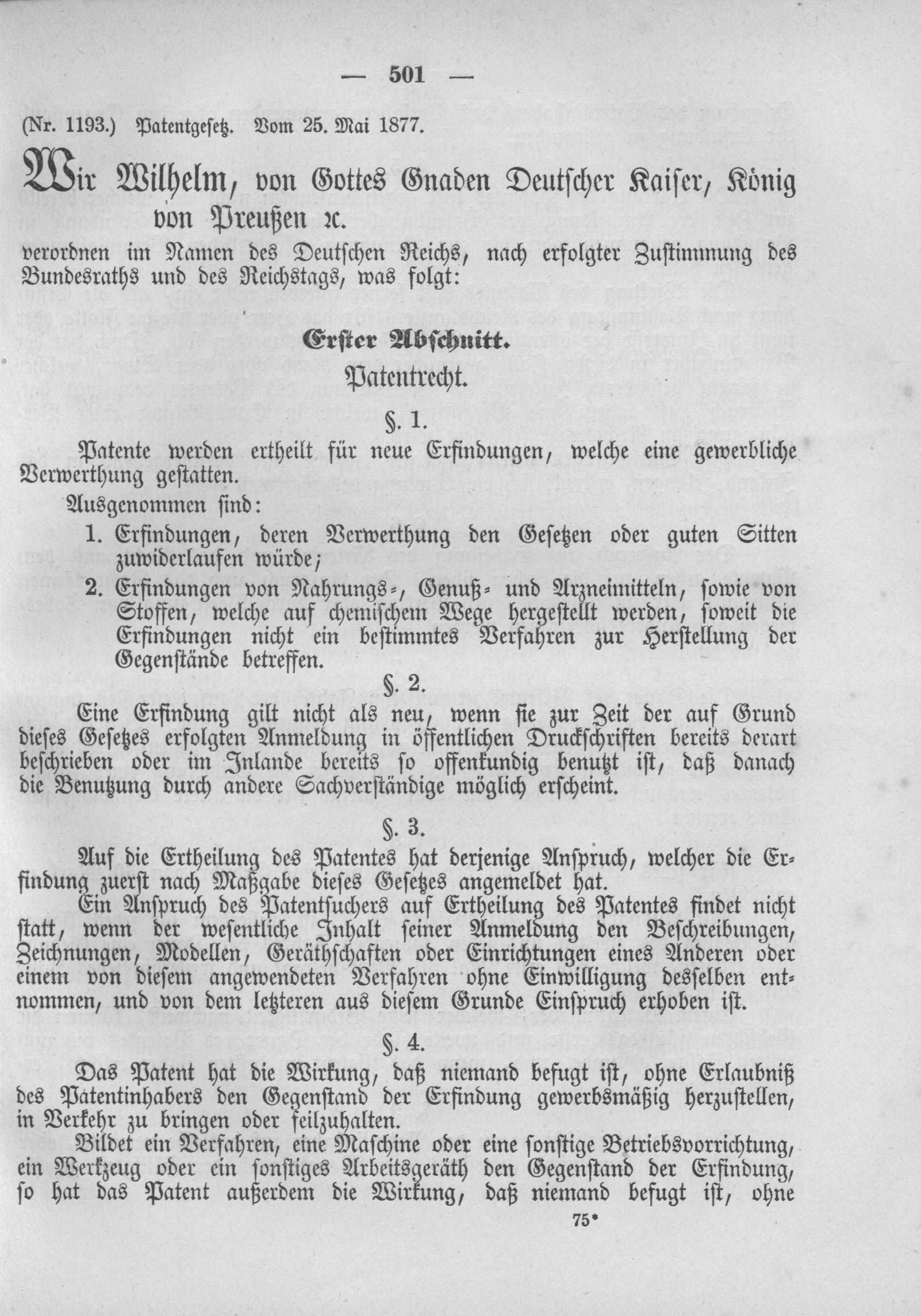
Das Patentgesetz im Reichs-Gesetzblatt von 1877

Auch nach der Gründung des Deutschen Reichs im Jahre 1871 wurde kontrovers über einen einheitlichen Patentschutz diskutiert. Noch 1864 hatten die deutschen Handelskammern die Abschaffung der Patente gefordert, weil sie „schädlich für den allgemeinen Wohlstand“ seien (siehe den Hauptartikel Antipatentbewegung). Schon damals diskutierte man fast alle der auch heute noch diskutierten Patenttheorien, die die Notwendigkeit bzw. Schädlichkeit von Patenten belegen sollten. Chemnitz – als eine der bedeutenden Industriestädte des Deutschen Reiches – wurde zur Wiege des deutschen Patentgesetzes und spielte bei der Schaffung des deutschen Patentrechtes eine wesentliche Rolle.
So wurde auf Anregung des Erfinders und Industriellen Werner von Siemens und des damaligen Chemnitzer Oberbürgermeisters Dr. Wilhelm André der Patentschutzverein gegründet. Von dem Verein unter Siemens’ Vorsitz wurden die Juristen André sowie Rudolf Klostermann und Joseph Rosenthal beauftragt, einen Entwurf für das Patentgesetz auszuarbeiten. Doch erst als sich Werner von Siemens persönlich an Kanzler Bismarck wandte, ging es in der Einführung des deutschen Patentrechtes wieder weiter. Dabei wies Werner von Siemens darauf hin, dass deutsche Produkte bisher in aller Welt als „billig und schlecht“ galten. Deswegen diene aus seiner Sicht ein Patentgesetz auch dazu, die deutsche Industrie zu stärken und ihr mehr Ansehen in der Welt zu verschaffen.
Am 25. Mai 1877 wurde das deutsche Patentgesetz verabschiedet. Der André-Entwurf war nur leicht modifiziert von den Abgeordneten angenommen worden. Seine Grundzüge gelten bis heute.
Dass sich ausgerechnet der damalige Chemnitzer Oberbürgermeister Wilhelm André – von 1874 bis 1896 – an der Einführung des deutschen Patentrechtes beteiligte, war kein Zufall: Chemnitz war zu jener Zeit eine Industriestadt von Weltrang, in der zahlreiche Erfindungen gemacht wurden. Diese sollten vor Nachahmern geschützt werden. Deutlich zeigt sich das daran, dass 1891 – nur 14 Jahre nach Einführung des deutschen Patentgesetzes – sechsmal so viele Patentanmeldungen aus Chemnitz kamen wie im Reichsdurchschnitt.
Somit war es im Deutschen Reich auf Drängen des Vereins Deutscher Ingenieure (VDI), des Patentschutzvereins (Werner von Siemens) sowie des Chemnitzer OB Wilhelm André möglich geworden, dass das Patentgesetz am 1. Juli 1877 in Kraft treten konnte. Erst ab diesem Zeitpunkt wurden erteilte Patente auch veröffentlicht.

## Patentschutz in der Schweiz (ab 1888)
In der Schweiz gab es bis weit ins Zeitalter der Industrialisierung hinein keinen Patentschutz. 1866 und 1872 scheiterten erste Anläufe. Es herrschte die Meinung vor, dass Patentschutz den wirtschaftlichen Wettbewerb behindere. Eine erste Gesetzgebung dazu entstand daher erst am 29. Juni 1888 – es nahm dabei alle diejenigen Güter von der Patentierung aus, die »nicht durch Modelle darstellbar waren« –, welche um 1907 um den Schutz chemischer Erfindungen ergänzt wurde.
Eduard Bally, Sohn des Bally-Firmengründers Carl Franz Bally, hatte in den USA eine Sohlen-Durchnäh-Maschine erworben, die er importierte und mit der die Schuh-Produktion im schweizerischen Schönenwerd um den Faktor 100 gesteigert werden konnte. Der Kauf einer zweiten Maschine, diesmal zum Walken von Leder in bestimmte Formen, scheiterte zunächst am nicht vorhandenen Schweizer Patentrecht, da die Amerikaner zu Recht die Raubkopie ihrer Maschine befürchteten. Carl Franz Bally ließ sich daraufhin 1875 in den Nationalrat wählen, brachte dort 1876 eine entsprechende Motion ein. Nach deren einstimmiger Annahme kandidierte er 1878 nicht wieder für den Nationalrat.

## Entwicklung zum modernen Patentrecht
Die weitere Entwicklung zum modernen Patentrecht war vor allem durch die Idee geprägt, der Verleihung eines Monopols müsse eine entsprechende erfinderische Leistung vorangehen. Die wichtigsten Kriterien des Patentrechtes beruhen in der Theorie auf dem Prinzip von Leistung und Gegenleistung. Der Ausschluss der Patentierung von Entdeckungen, Ideen und bereits bekannten Erfindungen soll vor allem dazu dienen, den Nutzen des Patentrechtes für den Schutzrechtsinhaber abzusichern, der in die Entwicklung oft hohe Kosten investierte. Die willkürliche Vergabe von Privilegien wurde damit abgelöst durch einen detailliert gestalteten Interessenausgleich.
Jedoch wird dieses Prinzip von Leistung und Gegenleistung bzw. der insgesamt positive Ausgleich in den neueren Erweiterungen des Patentrechts, zum Beispiel im Bereich der Gene, bestritten. Mit der Entwicklung der Gen-, Bio- und Agroindustrie steht die Patentierung von Biomaterial in der Kritik und wird als Biopiraterie kritisiert. Im Gegensatz zu herkömmlichen Patenten vor allem aus der Physik beruhen diese Patente nicht auf „Erfindungen“, sondern sie können bestenfalls die „Funktionsweise“ von Biomaterial, deren Zusammensetzungen und das Genmaterial belegen. Diese Funktionalität wiederum gilt als Bestandteil von Erfahrungen und Wissen, das über Generationen in den lokalen Gesellschaften bereits vorhanden ist und oft unentbehrlich für das Überleben dieser Gesellschaften ist. Dennoch ist die Patentierung rechtlich in vielen Ländern zulässig und wird in Abkommen wie dem TRIPS-Abkommen festgeschrieben. Gegen diese Patentierungspraxis setzt Indien auf die Veröffentlichung traditionellen Wissens in einer öffentlich zugänglichen Datenbank.
Eine ähnlich umstrittene Situation, in der der Sinn und der Ausgleich in der allgemeinen Öffentlichkeit angezweifelt werden, gibt es heute bei „computerimplementierten Erfindungen“, den „Softwarepatenten“.